# Estela V. Welldon
Estela V. Welldon (1939) MD DSc (Hon) FRCPsych, es una psiquiatra, psicoterapeuta psicoanalítica, especializada en psicoterapia dinámica de la desviación sexual y la criminalidad argentina. Es una consultora honoraria en psiquiatría y en psicoterapia forense, en la Tavistock & Portman NHS Trust, de Londres.
Nacida en la ciudad de Mendoza, Argentina, estudió Medicina en la Universidad Nacional de Cuyo. En 1991, fue fundadora (y ha sido elegida presidenta honoraria vitalicia) de la Asociación Internacional de Psicoterapia Forense.
Trabaja privadamente como psicoterapeuta psicoanalítica y consultora organizacional. Ha escrito sobre las consecuencias culturales del incesto.
Welldon ha sido la autora de Mother Madonna Whore, the Idealization and Denigration of Motherhood (Free Association Books, 1988, ISBN 1-892746-62-X) (traducido al alemán Mutter Madonna Hure de 1992, al italiano Madre, Madonna, Prostituta: Idealizzazione e denigrazione della maternita, de 1995, al griego The Dark Side of Motherhood, de 1997, al turco Anne: Melek mi, Yosma mi?, de 2001), y Sadomasochism (2002, ISBN 1-84046-378-3). Welldon fue la editora principal de A Practical Guide to Forensic Psychotherapy (Guía práctica para la Psicoterapia Forense) (1997, ISBN 1-85302-389-2).

## Otras publicaciones
- Mother, Madonna, Whore: The Idealization and Denigration of Motherhood (Madre, Santa, Puta: la idealización y denigración de la maternidad. Ed. Karnac Books, 192 pp. ISBN 1781811210, ISBN 9781781811214 (2012)

- Playing With Dynamite: A Personal Approach to the Psychoanalytic Understanding of Perversions, Violence, and Criminality. Forensic psychotherapy monograph series. Edición ilustrada de Karnac Books, 288 pp. ISBN 1855757427, ISBN 9781855757424 en línea (2011)

- Matka, madonna, dziwka: idealizacja i poniżenie macierzyństwa. Tradujo Danuta Golec. Ed. Oficyna Ingenium, 191 pp. ISBN 8362651008, ISBN 9788362651009 (2010)

- Sadomasochism. Ideas in Psychoanalysis Series. Editor Icon Books, Ltd. 79 p. ISBN 1840463783, ISBN 9781840463781 (2002)

- A practical guide to forensic psychotherapy. Vol. 3 de Forensic Focus. Eds. Estela V. Welldon, Cleo van Velsen. Edición ilustrada, reimpresa de Jessica Kingsley Publ. 304 pp. ISBN 1853023892, ISBN 9781853023897 en línea (1997)

- Madre, Virgen, Puta: Idealización y Denigración de la Maternidad. Desigualdades y Diferencias Series. Tradujo Olga Abásolo Pozas. Edición ilustrada de Siglo Veintiuno de España, 213 pp. ISBN 8432308188, ISBN 9788432308185 (1993)

### Capítulos y prefacios de libros
- Forensic Music Therapy: A Treatment for Men and Women in Secure Hospital Settings. 3 p. de prefacio. Editores Stella Compton Dickinson, Helen Odell-Miller, John Adlam. Ed. Jessica Kingsley Publ. 256 p. ISBN 1849052522, ISBN 9781849052528 en línea (2012)

- On Incest: Psychoanalytic Perspectives. Cap. IV: Incest: a therapeutic challenge. Editora Giovanna Ambrosio. Ed. Karnac Books, 140 pp. ISBN 1780495536, ISBN 9781780495538 en línea (2011)

- Grupos Operativos en la Enseñanza Medica. Con los profesores Ricardo H. Etchegoyen y O. Lazarte. Presentado al 2º Congreso Latinoamericano de Grupo de Psicoterapia, Chile, 1960. Rev. de Psicología y Psicoterapia de Grupo 3 (2), 1964, Buenos Aires, Argentina

- Factores Antropológicos y su Significado en el Concepto de la Enfermedad Mental en el Niño. Presentado al 14º Convención Nacional de Pediatría, Mendoza 1963. En Proc. of the Convention of Paediatrics, 1964, Buenos Aires, Argentina[5]

## Honores
- Directora y fundadora de la Licenciatura en Psicoterapia Forense del University College de Londres.[1]

Membresías
- British Association for Psychotherapy
- British Psychoanalytic Council
- Institute of Group Analysis, IGA
- American Group Psychotherapy Association, AGPA
- International Association of Group Psychotherapy.[6]

### Galardones
- 1997: Doctorado honorario en Ciencias por la Oxford Brookes University, en reconocimiento a sus trabajos en el desarrollo y promoción de la psicoterapia.[3]

## Literatura
- maría eugenia d'aubeterre Buznego. 2000. El Pago de la Novia: Matrimonio, Vida Conyugal y Prácticas Transnacionales en San Miguel Acuexcomac, Puebla. Colección Investigaciones. Edición ilustrada de El Colegio de Michoacán, 472 pp. ISBN 9706790284, ISBN 9789706790286

- Arturo santamaría Gómez. 1997. El Culto a Las Reinas de Sinaloa y el Poder de la Belleza. Edición ilustrada de Univ. Autónoma de Sinaloa, 300 pp. ISBN 9687636610, ISBN 9789687636610 (1997)

- alberto Péndola, graciela Cardó, maría teresa Jiménez. 1995. Perversiones: I Coloquio internacional. Discusión del trabajo de Estela V. Welldon, pp. 35-50. Vol. 25 de Biblioteca peruana de psicoanálisis. Ed. Centro de Psicoterapia Psicoanalítica de Lima, 236 pp. (1995)